# هنری زبروسکی
هنری زبروسکی (به انگلیسی: Henry Zebrowski) با نام شناسنامه‌ای هنری توماس زبروسکی جونیور (به انگلیسی: Henry Thomas Zebrowski, Jr.) (زادهٔ ۱ مه ۱۹۸۴) یک بازیگر و کمدین آمریکایی است که از فیلم‌های معروف او می‌توان به بازی در فیلم گرگ وال استریت و مجموعه تلویزیونی قهرمان‌ها: تولد دوباره اشاره کرد.

## فعالیت حرفه‌ای
زبروسکی در دانشگاه ایالتی فلوریدا در تالاهاسی، فلوریدا تحصیل کرد. او در همان‌جا اجراهای کمدی را آغاز کرد. هنری زبروسکی همراه با خواهرش جکی زبروسکی (Jackie Zebrowski) ابتدا وارد گروه ترافیک جریان مخالف و سپس در گروه دخترها مسخره نیستند – که بعداً به مردرفیست (Murderfist) تغییر نام داد – فعالیت می‌کردند. این گروه در بار همجنس‌گرایان اجراهای هفتگی داشت و به علت درخشش عجیب و از حد گذشته به شهرت رسید.
در ۲۰۰۶ زبروسکی به نیویورک بازگشت و کارش را به عنوان یک بازیگر کمدی ادامه داد. از اواخر سال ۲۰۰۰ او نقش‌های جزئی در نمایشهای تلویزیونی و سریالها مانند نظم و قانون: واحد قربانیان ویژه و خون‌های آبی داشت. در سال ۲۰۱۰ او در فیلم نوشیدنی‌های سفید ایرلندی ایفای نقش کرد.
از سال ۲۰۱۱ به بعد، زبروسکی همراه با مارکوس پارکز (Marcus Parks) و بن کیسل (Ben Kissel) در پادکست کمدی-ترسناک آخرین پادکست سمت چپ همکاری می‌کند. این سه نفر همچنین با این پادکست در شبکه ادالت سویم به شکل بین‌المللی برنامه‌های زنده اجرا می‌کنند.

## اعتقادات
بنابر آنچه خود زبروسکی می‌گوید او قبلاً یک کاتولیک مقید بوده اما بعداً طی یک چرخش عقیدتی تبدیل به شیطان‌پرست شده‌است.

## فیلم‌شناسی
- مایکل و مایکل مسئله دارند (مجموعه تلویزیونی) (۲۰۰۹)
- نظم و قانون: واحد قربانیان ویژه (مجموعه تلویزیونی) (۲۰۱۰)
- نوشیدنی‌های سفید ایرلندی (۲۰۱۰)
- خون‌های آبی (مجموعه تلویزیونی) (۲۰۱۰)
- باند ساحلی (فیلم تلویزیونی) (۲۰۱۰)
- ادن (Eden) (مجموعه تلویزیونی) (۲۰۱۱)
- دختران (مجموعه تلویزیونی) (۲۰۱۲)
- افتضاح دلپذیر (۲۰۱۳)
- دردهای سلطنتی (مجموعه تلویزیونی) (۲۰۱۳)
- آکوا تین هانگر فورس (Aqua Teen Hunger force) (مجموعه تلویزیونی) (۲۰۱۳–۲۰۱۵)
- چهره زیبای تو به جهنم می‌رود (مجموعه تلویزیونی) (۲۰۱۳-اکنون)
- بهترین هفته تاکنون (مجموعه تلویزیونی) (۲۰۱۳)
- رفتار بد خدایان (۲۰۱۳)
- نگهداری عالی (مجموعه تلویزیونی) (۲۰۱۳)
- گرگ وال استریت (۲۰۱۳)
- اِی تا زد (مجموعه تلویزیونی) (۲۰۱۴)
- درون امی اسکومر (Inside Amy Schumer) (مجموعه تلویزیونی) (۲۰۱۵)
- قهرمان‌ها: تولد دوباره (مینی‌سریال تلویزیونی) (۲۰۱۵–۲۰۱۶)
- قهرمان‌ها: تولد دوباره:موضوعات تاریک (مینی‌سریال تلویزیونی) (۲۰۱۵)
- آموزش دی (۲۰۱۵)
- خاموشی خیابان سوم - واسرمن، بلاین (3rd Street Blackout - Wasserman, Blaine) (۲۰۱۵)
- نتفلیکس تقدیم می‌کند: کاراکترها (مجموعه تلویزیونی) (۲۰۱۶)
- بابابزرگ کثیف (۲۰۱۶)
- برگشت به برگشت ناک اِم آکا بزرگ جلد ۲ (Return to Return to Nuke 'Em High AKA Volume 2) (۲۰۱۷)
- بریدن، شلیک، کشتن (۲۰۱۷)
- توفندگی (مجموعه تلویزیونی) (۲۰۱۷–۲۰۱۹)
- آخرین پادکست سمت چپ: لایو در شیکاگو (۲۰۱۸)
- بعد از نیمه‌شب (۲۰۱۹)